# Corymbia clandestina
Corymbia clandestina är en myrtenväxtart som först beskrevs av Anthony R. Bean, och fick sitt nu gällande namn av Kenneth D. Hill och Lawrence Alexander Sidney Johnson. Corymbia clandestina ingår i släktet Corymbia och familjen myrtenväxter. Inga underarter finns listade i Catalogue of Life.